# Getto w Święcianach
Getto w Święcianach (lit. Švenčionių getas) – getto żydowskie utworzone przez okupantów niemieckich w czasie II wojny światowej w Święcianach, istniejące w latach 1941–1943, zlokalizowane w północno-zachodniej części miasta.

## Historia

### Preludium
Święciany w okresie przedwojennym były jednym z centrów społeczności Żydów litewskich. Według danych z 1925 roku zamieszkiwało je około 2750 osób tej narodowości, co stanowiło ponad połowę ludności miasta.
Podczas kampanii wrześniowej do Święcian przybyło wielu Żydów polskiego pochodzenia, co zwiększyło populację żydowską w mieście do około 8 tysięcy. 18 września 1939 roku, po agresji ZSRR na Polskę, miasto zostało zajęte przez Armię Czerwoną. Początkowo zostało wcielone w skład Białoruskiej SRR, od sierpnia 1940 roku należało natomiast do Litewskiej SRR.

### Początek niemieckiej okupacji
Po rozpoczęciu niemieckiej inwazji na ZSRR pewna liczba Żydów, w szczególności mających związki z władzą sowiecką, uciekła na wschód. Ze względu na aktywność litewskich partyzantów, którzy dokonywali ataków zarówno na sowieckich żołnierzy i funkcjonariuszy, jak i na żydowskich uchodźców, Żydzi ze Święcian powołali samoobronę. W jej skład weszli przede wszystkim strażacy.
Święciany zostały zajęte przez Wehrmacht około tydzień po rozpoczęciu inwazji. W mieście utworzono niemiecką komendanturę wojskową (Ortskommandantur). Okupanci powołali także kolaboracyjne władze miejskie i policję pomocniczą, złożone przede wszystkim z Litwinów. Burmistrzem został mianowany Vincas Blažys, podczas gdy komendantem policji w Święcianach został Juozas Šležys.
Od pierwszych dni okupacji miejscowi Żydzi padali ofiarą szykan i przemocy. Bito ich na ulicach, ograbiano ich domy, zabierano do rozmaitych prac przymusowych i poddawano brutalnemu traktowaniu. W lipcu 1941 roku Niemcy przy aktywnym wsparciu miejscowych Litwinów przeprowadzili dwie „akcje”, w których wyniku aresztowano i rozstrzelano 140 Żydów.
W sierpniu 1941 roku władze w mieście przejęła niemiecka administracja cywilna. Na rozkaz komisarza okręgu Wilna-Land Horsta Wulffa przeprowadzono spis ludności żydowskiej. Ponadto Żydom narzucono obowiązek noszenia opasek z Gwiazdą Dawida oraz wprowadzono względem nich ograniczenia w swobodzie poruszania się i przy zakupie żywności.
26 września 1941 roku Święciany zostały otoczone przez jednostki niemieckiej i litewskiej policji. Wszystkim Żydom, z wyjątkiem wyselekcjonowanych rzemieślników i ich rodzin, rozkazano przenieść się do prowizorycznego obozu, który został zorganizowany na poligonie wojskowym pod Nowymi Święcianami. W nocy z 26 na 27 września pewna liczba Żydów uciekła ze Święcian, udając się do Generalnego Okręgu Białorusi. Następnego dnia większość pozostałych w mieście Żydów zabrano na poligon. Trafiło tam również kilka tysięcy Żydów z sąsiednich miejscowości. Przez blisko tydzień byli przetrzymywani w prymitywnych barakach na terenie poligonu. Byli przy tym bici i grabieni przez litewskich strażników. W międzyczasie opustoszałe żydowskie domy w Święcianach zostały gruntownie ograbione przez miejscowych Litwinów.
Żydzi, którzy pozostali w Święcianach, uzyskali pozwolenie na dostarczenie na poligon niewielkiej ilości żywności. Za pomocą łapówek udało się stamtąd wydostać jeszcze kilku rzemieślników. Ostatecznie 7–8 października 1941 roku Żydzi przetrzymywani na poligonie zostali rozstrzelani. Według raportu Jägera zamordowano wtedy 3726 mężczyzn, kobiet i dzieci, aczkolwiek niektóre źródła są skłonne szacować liczbę ofiar masakry nawet na 8 tys. Sprawcami byli niemieccy esesmani z Einsatzkommando 3 oraz litewscy kolaboranci z komanda egzekucyjnego Ypatingasis būrys.

### Getto
Niektóre źródła podają, że getto w Święcianach powstało już w lipcu 1941 roku na rozkaz niemieckiego komendanta powiatu święciańskiego. Encyclopedia of Camps and Ghettos jako datę utworzenia getta wskazuje natomiast przełom września i października tegoż roku. Getto zostało zlokalizowane w północno-zachodniej części miasta, w której mieszkało najwięcej Żydów oraz gdzie znajdowały się trzy synagogi.
W getcie zamieszkali rzemieślnicy z rodzinami, którzy ocaleli z październikowej masakry na poligonie. Żydzi, którzy w czasie „przesiedlenia” zdołali się skutecznie ukryć, usiłowali do nich dołączyć. Niektórzy z nich zaufali przy tym niemieckim obietnicom i zgłosili się celem rejestracji, aby „zalegalizować” swój pobyt w getcie. Wszystkich jednak aresztowano i rozstrzelano na poligonie.
Ostatecznie w getcie znalazło się od 300 do 500 Żydów. 17 grudnia 1941 komendant powiatu święciańskiego poinformował komisarza Wulffa, że getto zostało otoczone drutem kolczastym i jest chronione przez litewskich strażników. Getto było podzielone na cztery części, do których prowadziły dwie bramy. Getto w Święcianach było jednym z zaledwie czterech gett, które po grudniu 1941 roku funkcjonowały na terenie Generalnego Komisariatu Litwy (pozostałe znajdowały się w Wilnie, Kownie i Szawlach).
Za bieżące funkcjonowanie getta odpowiadał pięcioosobowy Judenrat. Przed październikową masakrą na poligonie pod Nowymi Święcianami na jego czele stał mężczyzna o nazwisku Shechman. Później zastąpił go Mosze Gordin. Zadanie „utrzymywania porządku i czystości” powierzono natomiast litewskiemu policjantowi Antanasowi Markauskasowi.
Według niemieckiego raportu z 6 sierpnia 1942 roku w getcie przebywało 566 Żydów, z czego 353 było zdolnych do pracy. Niektórzy prowadzili warsztaty krawieckie i szewskie, innych zatrudniono do prac rolnych lub w miejscowej fabryce obuwia, która prowadziła produkcję na rzecz Wehrmachtu. Mieszkańcy getta byli zmuszani do pracy m.in. w miejscowości Cerkliszki oraz w Szwincie, gdzie lokalna ludność pod groźbą pobicia przekazywała żywność pracującym. Otrzymana żywność była często wymieniana na ubrania. W kwietniu 1942 roku komisarz Wulff rozkazał zatrudnić Żydów do uprzątania ulic Święcian.
W lipcu 1942 roku Wulff zakazał żydowskim rzemieślnikom wykonywania swojego rzemiosła w getcie, o ile nie wystąpi duże zapotrzebowanie na ich usługi. Zarządził jednocześnie, że 50% ich zarobków będzie odtąd bezpośrednio transferowane do jego biura. 28 sierpnia 1942 roku, w związku z rosnącą aktywnością partyzantki i niewystarczającą liczbą strażników, Generalny Komisarz Litwy zarządził natychmiastowe wstrzymanie wysyłania Żydów do prac leśnych, rolnych lub budowlanych poza gettami.
Latem 1942 roku, do getta zostali przywiezieni Żydzi z Widzów i Łyntupów, przez co liczba mieszkańców wzrosła do około 2850. Spowodowało to przeludnienie i pogorszenie warunków bytowych. W getcie wybuchła epidemia duru brzusznego, którą próbowała zwalczać dwójka lekarzy wraz z pielęgniarkami. Lekarze utrzymywali epidemię w tajemnicy przed Niemcami, obawiając się, że posłuży im ona jako pretekst do całkowitej likwidacji getta. Pewnej pomocy w walce z epidemią udzielił Judenrat getta w Wilnie, któremu w tym czasie podporządkowano pod względem administracyjnym getto w Święcianach.

### Ruch oporu
W getcie w Święcianach powstała jedna z pierwszych i najsilniejszych żydowskich organizacji podziemnych w Generalnym Komisariacie Litwy. Jej początki są datowane na luty 1942 roku. Wśród jej członków znajdowali się przede wszystkim młodzi ludzie w wieku 16–19 lat. Był wśród nich Icchak Rudnicki, a także mężczyźni o nazwiskach Gertman, Szutan, Porusz, Wolfson, Ligumski, Nadel, Beck i Miedziolski. Początkowo konspiratorzy zamierzali podjąć walkę z Niemcami i ich kolaborantami na terenie getta. Później zaczęli skłaniać się ku ucieczce do lasu i dołączeniu do sowieckiej partyzantki.
W kwietniu lub maju 1942 roku jeden z członków podziemia, Miedziolski, przypadkowo postrzelił swojego kolegę Becka. Żydowski lekarz, który udzielił pomocy Beckowi, zaraportował o tym wydarzeniu Judenratowi i Żydowskiej Służbie Porządkowej, a funkcjonariusze tej ostatniej złożyli doniesienie litewskiej policji. Naczelnik litewskiej policji kryminalnej w powiecie święciańskim mjr Jonas Maciulewiczius rozkazał aresztować Miedziolskiego i Becka. Pozostali członkowie podziemia w obawie przed dekonspiracją planowali początkowo uciec z getta, lecz pozostali mieszkańcy wywarli silny nacisk, by odwieść ich od tego zamiaru, gdyż obawiali się masowych represji, gdyby ucieczka wyszła na jaw. Ostatecznie konspiratorzy postanowili pozostać w getcie. Tymczasem Miedziolski i Beck zostali poddani torturom, jednakże nikogo nie wydali. Po trzech dniach obu zamordowano.
Działalność konspiracji była postrzegana bardzo negatywnie przez miejscowy Judenrat. Aby ją osłabić, Judenrat wysłał niektórych jej członków do obozów pracy prowadzonych przez Organizację Todta.

### Likwidacja getta
Wiosną 1943 roku władze niemieckie postanowiły zlikwidować cztery getta, które znajdowały się w południowo-wschodniej części Generalnego Komisariatu Litwy. Pretekstem była rosnąca aktywność sowieckiej partyzantki oraz oskarżenia, jakoby pozostający jeszcze przy życiu Żydzi utrzymywali z nią kontakty.
Pod koniec marca 1943 roku do Święcian przybyli funkcjonariusze Żydowskiej Służby Porządkowej z getta w Wilnie. Powołując się na rozkazy Niemców, ogłosili że getto w Święcianach zostanie zlikwidowane. Zarządzili jednocześnie przygotowanie dwóch list: na jednej mieli się znaleźć Żydzi, którzy zostaną przeniesieni do Wilna, na drugiej – Żydzi, którzy zostaną przeniesieni do getta w Kownie. Gdy zorientowano się, że członkowie Judenratu i policji żydowskiej znajdują się na tej pierwszej liście, większość mieszkańców getta podjęła starania, by również się na niej znaleźć. Między 26 marca a 2 kwietnia około 1250 Żydów z gett w Święcianach, Oszmianie, Michaliszkach i Sołach przeniesiono do getta w Wilnie.
4 kwietnia wszystkich pozostających jeszcze w getcie Żydów zabrano na stację kolejową w Święcianach. Wysiedlenie zostało przeprowadzone rękoma żydowskich policjantów z Wilna, bez udziału Niemców. Tego samego wieczora Żydzi ze Święcian wyruszyli pociągiem w kierunku Wilna, gdzie dotarli przed świtem następnego dnia. Tam z transportu zabrano i zaprowadzono do miejscowego getta blisko 500 Żydów z „listy wileńskiej”, w tym członków Judenratu i ich rodziny. Ponadto odłączono od transportu kilka wagonów, w których znajdowali się młodzi, zdolni do pracy ludzie. Zostali oni zabrani do obozu pracy w Bezdanach.
Po kilku godzinach spędzonych w Wilnie pociąg z pozostałymi Żydami wyruszył w dalszą podróż, lecz wbrew niemieckim obietnicom skierowano go nie do Kowna, lecz do miejsca kaźni w Ponarach. W tym samym czasie dotarł tam transport z Żydami z gett w Oszmianie, Michaliszkach i Sołach. Zorientowawszy się w sytuacji, Żydzi podjęli próbę ucieczki. Niemal wszyscy zostali jednak zastrzeleni przez Niemców i ich litewskich kolaborantów. Tego dnia zginęło w Ponarach blisko 4 tys. Żydów, w tym około 600 przywiezionych ze Święcian.

## Ucieczki z getta
Niektórym mieszkańcom getta (głównie tym pracującym w Szwincie) udało się uciec, z czego niektórzy ukryli się u księży ze Święcian lub z Podbrodzia.
Około 5–6 marca 1943 roku z getta uciekło około 40 lub 50 Żydów, w tym 22 członków ruchu oporu. Wśród tych ostatnich był Icchak Rudnicki. Konspiratorzy ze Święcian zdołali nawiązać kontakt z działającą w getcie wileńskim Farejnikte Partizaner-Organizacje. Później dołączyli do sowieckiej partyzantki.

## Upamiętnienie
W 1991 w parku miejskim w Święcianach powstał pomnik upamiętniający getta, którego autorem jest Juozas Jakštas. Przy pomniku znajduje się tablica informacyjna napisana w językach litewskim i hebrajskim.
3 października 2021 odbyła się uroczystość upamiętnienia zamordowanych w getcie Żydów. W wydarzeniu wzięła udział ówczesna ambasador Polski na Litwie, Urszula Doroszewska.